# Isatis spectabilis
Isatis spectabilis är en korsblommig växtart som beskrevs av Peter Hadland Davis. Isatis spectabilis ingår i släktet vejdar, och familjen korsblommiga växter. Inga underarter finns listade i Catalogue of Life.